# Ján Kadár
Ján Kadár (n. 1 aprilie 1918 la Budapesta – d. 1 iunie 1979 la Los Angeles) a fost un scenarist și regizor de film evreu.
A lucrat ca realizator de filme în Cehoslovacia, SUA și Canada.
Cele mai multe dintre filmele sale au fost regizate împreună cu Elmar Klos.
Cei doi au devenit celebri pentru filmul premiat cu Oscar Magazinul de pe strada mare (Obchod na korze, 1965). În calitate de profesor la FAMU (Școala de Film și Televiziune a Academiei de Arte Dramatice) din Praga, Kadár i-a instruit pe mulți dintre regizorii care au dat naștere Noului Val Cehoslovac din anii 1960.
După ce s-a mutat în Statele Unite ale Americii, a devenit profesor de regie de film la American Film Institute din Beverly Hills. Viața sa privată, precum și filmele sale, au inclus influențe ale mai multor culturi: evreiască, slovacă, maghiară, cehă și americană.

## Primii ani
Kadár s-a născut la Budapesta, capitala Regatului Ungariei, ce făcea parte pe atunci din Austro-Ungaria. Părinții săi s-au mutat curând la Rožňava, Slovacia, în noul stat înființat Cehoslovacia, unde Ján a copilărit. Kadár a urmat cursuri de drept la Bratislava după terminarea liceului, dar s-a transferat curând, în 1938, la primul Departament de Film din Cehoslovacia (probabil al treilea astfel de departament din Europa) de la Școala de Arte Industriale din Bratislava unde a urmat cursurile predate de celebrul regizor de film slovac Karel Plicka până când departamentul a fost închis în 1939. Orașul natal al lui Kadár, numit în maghiară Rozsnyó, a devenit parte a Ungariei în timpul celui de-al Doilea Război Mondial. Ca urmare a aplicării legilor anti-evreiești, Kadár a fost trimis într-un lagăr de muncă. El a spus mai târziu că aceasta a fost prima dată în viața lui în care a acționat ca un evreu: el a refuzat să se convertească și a servit într-o unitate de muncă cu o banderolă galbenă și nu cu una albă, care era privilegiul celor botezați.

## Regizor de film

### Prezentare generală
Ján Kadár și-a început cariera de regizor la Bratislava, Slovacia, după cel de-al Doilea Război Mondial cu documentarul Life Is Rising from the Ruins (Na troskách vyrastá život, 1945). După mai multe documentare în care erau exprimate opiniile Partidului Comunist, căruia i s-a alăturat, Kádár s-a mutat la Praga în 1947 și a revenit temporar la Bratislava cu scopul de a realiza acolo primul său film artistic Kathy (Katka, 1950). Începând din 1952, el a regizat toate filmele sale cehoslovace, împreună cu Elmar Klos, doar la Praga, cu excepția proiectelor lor cehoslovace Moartea se numește Engelchen (în slovacă Smrť sa volá Engelchen, în cehă Smrt si říká Engelchen, 1963), Magazinul de pe strada mare (Obchod na korze, 1965) și Adrift (în cehă Touha zvaná Anada, în slovacă Túžba zvaná Anada, în maghiară Valamit visz a víz, 1969) filmate cu actori slovaci, maghiari și cehi la Rusovce, Slovacia. Kádár a revenit pentru a-l termina pe ultimul dintre ele din Statele Unite ale Americii, unde emigrase în noiembrie 1968. Acesta a fost ultimul său film realizat împreună cu Klos. El și-a reluat cariera în SUA și Canada, realizând atât filme de cinema, cât și de televiziune. A fost, de asemenea, un profesor popular de regie de film la Centrul pentru Studii de Film Avansate din cadrul American Film Institute.

### Anii 1950
Ján Kadár și Elmar Klos au oscilat inițial între comedie și propagandă hard-core, prezentând doctrina marxist-leninistă și aderând la curentul realist socialist. Primul film artistic al lui Kadár, Kathy (Katka, 1950), realizat înainte de a începe colaborarea cu Klos, a fost puțin diferit în această privință de activitatea comună ulterioară. Alegerea temelor a început să se schimbe odată cu relaxarea ușoară a comunismului în Cehoslovacia după discursul secret al liderului sovietic Hrușciov din 1956. Primul film realizat de Kadár și Klos în această perioadă de dezgheț minor, Trei dorințe (Tři přání, 1958), o satiră precaută cu privire la diferite aspecte din viața de zi cu zi, a indignat autoritățile și a fost amânat până ce condițiile cenzurii s-au mai relaxat în 1963. Studiourile i-au suspendat pe ambii regizori timp de doi ani. Calitatea de membri ai Partidului Comunist i-au protejat de o soartă mai rea iar Kádár a fost capabil, cu toate acestea, să-și găsească un refugiu în realizarea unor lucrări avangardiste din punct de vedere tehnic și semipropagandistice pentru emisiunea timpurie Laterna magika (Lanterna Magică) a Televiziunii Cehoslovace.

### Anii 1960
Primul film pe care au putut să-l realizeze Ján Kadár și Elmar Klos după cinci ani de pauză a demonstrat o revenire la realizarea de filme clasice alb-negru, înglobând unele rezultate artistice ale activității experimentale a lui Kadár de la emisiunea Laterna magika. O relaxare treptată a controlului comunist în Cehoslovacia, ale cărei prime semne au venit mai întâi din Slovacia, i-a permis jurnalistului și scriitorului Ladislav Mňačko din Bratislava să publice romanul Moartea se numește Engelchen (Smrť sa volá Engelchen, 1959) iar Kadár și Klos au putut să-l ecranizeze la Praga, după ce suspendarea lor a expirat. Romanul lui Mňačko și filmul Moartea se numește Engelchen (în slovacă Smrť sa volá Engelchen, în cehă Smrt si říká Engelchen, 1963) au reflectat marea revoltă prodemocratică slovacă din 1944, care fusese prezentată anterior în mod invariabil ca glorioasă. El a arătat unele aspecte ale revoltei care au condus la o tragedie umană. Filmul a fost prezentat la cel de-al treilea Festival Internațional de Film de la Moscova unde a câștigat Premiul de Aur. Următorul film al celor doi regizori, Accused aka Defendant (Obžalovaný, 1964), a refolosit structurile propagandiste ale cinematografiei realist-socialiste anterioare, dar le-a transformat prin înlocuirea conținutului impus în anii 1950 cu o critică socială neutră ce a devenit rapid unul dintre semnele distinctive ale cinematografiei cehoslovace a anilor 1960.
Toate aceste experiențe și influențe au contribuit la succesul de durată obținut de Kadár și Klos cu filmul Magazinul de pe strada mare (Obchod na korze, 1965), o descriere tulburătoare și plină de compasiune a străzilor evreiești din Europa Centrală în timpul deportărilor evreilor în lagărele de concentrare germane din perioada celui de-al Doilea Război Mondial. Filmul a primit mai multe premii, printre care și Premiul Oscar pentru cel mai bun film străin. Oamenii de știință și criticii de film cehi și slovaci îl consideră încă drept cel mai bun film din istoria cinematografiilor slovacă și cehă.
Munca lui Kadár și Klos la următorul lor proiect inspirat din romanul maghiar Something Is Drifting on the Water (Valamit visz a víz, 1928) de Lajos Zilahy, în fapt un remake al filmului maghiar cu titlul englezesc Something Is in the Water (Valamit visz a víz, regizat de Gusztáv Oláh și Lajos Zilahy în 1943) a fost întreruptă de invadarea Cehoslovaciei de către Armata Sovietică în august 1968. Ján Kadár și familia sa au emigrat rapid în Statele Unite ale Americii și, deși el a revenit o scurtă perioadă pentru a contribui la terminarea filmului Adrift (în cehă Touha zvaná Anada, în slovacă Túžba zvaná Anada, 1969), implicarea lui a fost limitată în comparație cu activitatea sa anterioară alături de Klos. Aceasta a fost, de altfel, ultima dată când cei doi regizori s-au întâlnit.

### Anii 1970
Primul film al lui Ján Kadár realizat după imigrarea în Statele Unite ale Americii și primul său film de lung metraj regizat singur după anul 1950 a fost Un înger pe nume Levine (The Angel Levine, 1970), o versiune modificată în mod substanțial a povestirii „Angel Levine” (1958) a lui Bernard Malamud. El a regizat mai târziu Minciunile tatălui meu (Lies My Father Told Me, 1976) în Canada.

## Filmografie
- Life Is Rising from the Ruins (Na troskách vyrastá život, 1945)
- They Are Personally Responsible for Crimes against Humanity (Sú osobne zodpovední za zločiny proti ľudskosti, 1946)
- They Are Personally Responsible for a Betrayal of the National Uprising (Sú osobne zodpovední za zradu na národnom povstaní, 1946)
- Katka (1950)
- Răpirea (Únos, 1952)
- Music from Mars (Hudba z Marsu, 1954)
- House at the Terminus (Dům na konečné, 1957)
- Trei dorințe (Tři přání, 1958)
- 1963 Moartea se numește Engelchen (în cehă Smrt si říká Engelchen, în slovacă Smrť sa volá Engelchen)
- Accused (Obžalovaný, cunoscut și ca Defendant, 1964)
- Magazinul de pe strada mare (Obchod na korze, 1965)
- Adrift (în cehă Touha zvaná Anada, în slovacă Túžba zvaná Anada, în maghiară Valamit visz a víz, 1969)
- Un înger pe nume Levine (The Angel Levine, 1970)
- Minciunile tatălui meu (Lies My Father Told Me, 1976)
- The Case against Milligan (1976)
- "Freedom Road" (1979)